# Dieter Burdenski
Dieter Burdenski (Bremen, 26 de novembro de 1950 – Bremen, 9 de outubro de 2024) foi um futebolista e treinador alemão que atuava como goleiro.

## Carreira
Dieter Burdenski fez parte do elenco campeão da Seleção Alemã de Futebol, na Copa do Mundo de 1978.